# Liste der Museen im Landkreis Neuburg-Schrobenhausen
Die Liste der Museen im Landkreis Neuburg-Schrobenhausen gibt einen Überblick über aktuelle und ehemalige Museen im Landkreis Neuburg-Schrobenhausen in Bayern.

## Aktuelle Museen
| Gemeinde             | Name                                  | Kurzbeschreibung | gegründet/ eröffnet | Träger                                                      | Standort                                    | Bild           | Link |
| -------------------- | ------------------------------------- | --- | ------------------- | ----------------------------------------------------------- | ------------------------------------------- | -------------- | ---- |
| Burgheim             | Archäologisches Museum                | Das Museum im Rathauskeller zeigt archäologische Funde aus der Umgebung Burgheims. | 1996                | Heimatgeschichtlicher Verein Burgheim e. V.                 | Rathaus                                     |                |      |
| Karlshuld            | Freilicht- und Heimatmuseum Donaumoos | Vier der ältesten, noch erhaltenen Donaumooshäuser wurden auf das Museumsgelände versetzt. Die Ausstellung Menschen im Moos im Haus im Moos widmet sich dem Donaumoos und seinen Bewohnern. | 1998                | Stiftung Donaumoos Freilichtmuseum und Umweltbildungsstätte | Kleinhohenried                              |                |      |
| Neuburg an der Donau | Archäologie-Museum                    | Das Zweigmuseum der Archäologischen Staatssammlung München ist seit 2020 wegen Renovierungsarbeiten geschlossen. | 1987                | Freistaat Bayern                                            | Schloss Neuburg                             |                |      |
| Neuburg an der Donau | Schlossmuseum Neuburg                 | Die Ausstellung im Schloss befasst sich mit der Kunst und Geschichte des Fürstentums Pfalz-Neuburg. Eine weitere Ausstellung zeigt kirchliche Kunstwerke und liturgische Gewänder aus dem Neuburger Ursulinenkloster.                                                                                    | 1987                | Bayerische Schlösserverwaltung                              | Schloss Neuburg                             | weitere Bilder |      |
| Neuburg an der Donau | Staatsgalerie Neuburg                 | In der Zweiggalerie der Bayerischen Staatsgemäldesammlungen sind Werke der flämischen Barockmalerei, darunter Gemälde von Peter Paul Rubens, Anthonis van Dyck und Jacob Jordaens zu sehen. | 2005                | Freistaat Bayern                                            | Schloss Neuburg                             | weitere Bilder |      |
| Neuburg an der Donau | Stadtmuseum Neuburg                   | Das Museum im barocken Adelspalais zeigt Exponate aus der Sammlung des Historischen Vereins zu den Themen Stadtentwicklung, Herrschaft, Religion, Handel, Handwerk und Bürgertum. Zudem finden Sonderausstellungen statt.                                                                                | 1873                | Historischer Verein Neuburg an der Donau e. V.              | Weveldhaus                                  | weitere Bilder |      |
| Schrobenhausen       | Europäisches Spargelmuseum            | Das Museum informiert über die Botanik des Spargels und den Spargelanbau, zeigt Rezepte und Tafelgeschirr sowie Kunst und Kuriositäten zum Thema Spargel. | 13. Mai 1985        | Stadt Schrobenhausen                                        | Ehemaliger Gefängnis- und Amtsturm          |                |      |
| Schrobenhausen       | Lenbachmuseum                         | Das Museum in Franz von Lenbachs Geburtshaus zeigt Erinnerungsstücke, frühe Arbeiten, Skizzenbücher, Studien und Bildnisse des Künstlers sowie Werke des Malers Johann Baptist Hofner. | 11. Dez. 1937       | Stadt Schrobenhausen                                        | !548.5604495511.2631995 48.560449 11.263199 |                |      |
| Schrobenhausen       | Museum im Pflegschloss                | Die stadtgeschichtliche Ausstellung wird seit 2017 neu konzipiert und gestaltet. Es finden Sonderausstellungen statt. | 2002                | Stadt Schrobenhausen                                        | Ehemaliges Pflegschloss                     |                |      |
| Schrobenhausen       | Zeiselmairhaus                        | Das Museum in einem spätmittelalterlichen Kleinhandwerkerhaus dokumentiert anhand von Grabungsfunden und Archivmaterial die Hausgeschichte und zeigt Bauweise und Einrichtung der Wohnräume. Eine Ausstellung im Dachgeschoss erinnert an die Schuhmacher und Leineweber, die einst im Haus tätig waren. | 1990                | Stadt Schrobenhausen                                        | !548.5605815511.2663185 48.560581 11.266318 | weitere Bilder |      |

## Ehemalige Museen
| Gemeinde             | Name          | Kurzbeschreibung | geschlossen/ aufgelöst | Träger | Standort                                    | Bild | Weblink |
| -------------------- | ------------- | --- | ---------------------- | ------ | ------------------------------------------- | ---- | ------- |
| Neuburg an der Donau | Biohistoricum | Das 1998 gegründete Museum und Forschungsarchiv für die Geschichte der Biologie wurde an das Zoologische Forschungsmuseum Alexander Koenig in Bonn überführt. | 2008                   |        | !548.7367385511.1753325 48.736738 11.175332 |      |         |